# 금산국제인삼약초연구소
금산국제인삼약초연구소(錦山國際人蔘藥草硏究所, International Ginseng & Herb Research Institute)는 다양한 지원사업과 연구사업을 통해 금산의 인삼약초산업을 육성하기 위해 설립된 충청남도청 산하 재단법인이다. 충청남도 금산군 금산읍 신대리 678-7 (인삼광장로 25번지)에 위치하고 있다.

## 연혁
- 2008년 12월 31일 금산국제인삼약초연구센터 설립 및 운영지원 조례 공포
- 2009년 3월 20일 초대 성낙술 박사 센터장 취임
- 2009년 4월 27일 법인설립 허가 (지식경제부)
- 2009년 4월 29일 법인 등기
- 2010년 4월 16일 교재 발간 『인삼가공제품의 품질관리』
- 2010년 7월 29일 기관명칭 변경 (연구센터 → 연구소)
- 2013년 4월 1일 연구소장 박종대 취임
- 2013년 6월 28일 공직유관단체 지정(안전행정부)
- 2013년 9월 13일 법인대표자 변경(이사장->연구소장)

## 조직

### 감사

#### 금산국제인삼약초연구소
- 소장 차선우